# In·ter a·li·a
In·ter a·li·a è il quarto album in studio del gruppo post-hardcore statunitense At the Drive-In, pubblicato nel 2017.

## Tracce
1. No Wolf Like the Present – 3:39
2. Continuum – 4:02
3. Tilting at the Univendor – 3:26
4. Governed by Contagions – 3:27
5. Pendulum in a Peasant Dress – 3:41
6. Incurably Innocent – 3:26
7. Call Broken Arrow – 4:11
8. Holtzclaw – 3:49
9. Torrentially Cutshaw – 3:12
10. Ghost-Tape No. 9 – 4:15
11. Hostage Stamps – 3:53

## Formazione
- Cedric Bixler Zavala – voce
- Omar Rodríguez-López – chitarra
- Paul Hinojos – basso
- Tony Hajjar – batteria
- Keeley Davis – chitarra